# Хусасау де Криш (Бихор)
Хусасау де Криш (рум. Husasău de Criș) насеље је у Румунији у округу Бихор у општини Инеу. Oпштина се налази на надморској висини од 157 m.

## Становништво
Према подацима из 2002. године у насељу је живело 1101 становника.

### Попис2002.
| Расподела становништва по националности 2002.‍ | Расподела становништва по националности 2002.‍ | Расподела становништва по националности 2002.‍ | Расподела становништва по националности 2002.‍ | Расподела становништва по националности 2002.‍ |
| --------------------------------------------- | --------------------------------------------- | --------------------------------------------- | --------------------------------------------- | --------------------------------------------- |
|                                               |                                               |                                               |                                               |                                               |
| Румуни                                        | Румуни                                        |                                               | 1.010                                         | 92,0%                                         |
| Роми                                          | Роми                                          |                                               | 88                                            | 8,0%                                          |